# Vanessa Carlton
Vanessa Lee Carlton (n. 16 august 1980) este o cântăreață americană de muzică pop. După absolvirea Școlii Americane de balet, Vanessa a decis să urmeze o carieră în muzică, interpretând în timpul studenției diferite cântece la pian în mai multe baruri și cluburi din New York. La trei luni după ce a înregistrat o casetă demonstrativă și avându-l ca producător pe Peter Zizzo, a semnat cu casa de discuri A&M Records. Primul album, Rinse, nu a fost lansat niciodată, motiv pentru care a semnat cu Ron Fair.
Discul single de debut, „A Thousand Miles”, a ajuns în 2002 printre primele cinci în clasamentul Billboard Hot 100. Albumul său de debut, Be Not Nobody, a primit în SUA un disc de platină. Următoarele albume, Harmonium (2004) și Heroes & Thieves (2007), nu au reușit să obțină același succes comercial ca și primul. A produs un al patrulea album, de această dată independent, Rabbits on the Run (2011), înainte de a fi lansat de o casă de discuri. Carlton a lansat un EP pe tema Crăciunului intitulat Hear the Bells în noiembrie 2012, iar pe 23 octombrie 2015 a lansat cel de-al cincilea album de studio, Liberman.

## Viața și cariera

### Copilăria și adolescența
Vanessa s-a născut în Milford, Pennsylvania și îi are ca părinți pe Ed Carlton, pilot, și Heidi, o pianistă și profesoară de muzică. Are doi frați mai mici: o soră, Gwen, și un frate, Edmund. Are rădăcini rusești și scandinaviene.
A fost atrasă de muzică încă de la o vârstă fragedă. După ce s-a întors de la Disneyland la vârsta de doi ani, a început să cânte la pian „It's a Small World”. De atunci mama sa a început să o îndrume spre muzică. Vanessa a studiat și muzică clasică. I-a mulțumit acesteia prin intermediul site-ului oficial, declarând că „Mama mea a fost o bună îndrumătoare. [...] Spre deosebire de alți profesori, care te-ar lovi peste mână reprimându-ți astfel dorința de a improviza pe baza unei piese de muzică clasică, ea mi-a dat sentimentul de libertate și m-a lăsat să mă exprim. De aceea nu mi s-a părut niciodată învățarea ca fiind o muncă sau repetițiile o corvoadă. Acest lucru a fost de neprețuit în dezvoltarea mea ca muzician.” Începe studiile la o școală Montessori, iar la vârsta de nouă ani a devenit interesată de balet. La vârsta de treisprezece ani pleacă la New York pentru a lua lecții de balet de la Grelsey Kirkland și Nenette Charisse. A fost admisă la Școala Americană de balet în 1994. În timpul studiilor a locuit la Lincoln Center în New York. În ultimul an de studiu, din cauza regimului considerat de artistă prea strict, aceasta a început să absenteze de la cursuri, deși inițial era cea mai bună din grupă. Reușește să treacă examenul final în toamnă, iar la șaptesprezece ani a început să lucreze cinci zile pe săptămână ca chelneriță în Hell's Kitchen, Manhattan-ul de Jos. A continuat să compună melodii și să cânte în cluburile de noapte din comunitate, fiind încurajată și de tatăl său, astfel obișnuindu-se cu scena și cu publicul. În weekenduri obișnuia să se întoarcă acasă pentru a putea cânta la pian și pentru a-și înregistra albumul demonstrativ. Este remarcată de Ahmet Ertegun, conducătorul casei de discuri Atlantic Records, care i-a spus că „Ai o voce unică”. Deși nu a semnat un contract cu acesta, artista a considerat întâlnirea o experiență de afaceri valoroasă. Totul avea să se schimbe în urma semnării unui contract cu casa de discuri A&M Records în 2001.

### 2002–2003:Be Not Nobody
Vanessa l-a întâlnit pe producătorul și textierul Peter Zizzo în anul 2000 la un cerc de muzică. Peste câteva luni, Zizzo a invitat-o în studioul său ca să înregistreze o piesă. Peste trei luni a semnat cu un alt producător Jimmy Iovine și a început  înregistrările la albumul Rinse. Nu a fost niciodată lansat, dar câteva melodii au fost refăcute și folosite în albumul Be Not Nobody. Unul din cântece, „Carnival”, a fost din nou înregistrat ca „Dark Carnival” pentru jocul SpyHunter 2. Alte melodii luate din Rinse sunt „Interlude” (cunoscut ca A Thousand Miles), „Rinse”, „Ordinary Days” (cu un nou titlu: „Ordinary Day”), „Twilight”, „Pretty Baby”, „All I Ask” și „Superhero”. Dintre acestea, doar primele cinci sunt incluse în albumul Be Not Nobody. Printre melodiile care nu au fost incluse se numără „Faces"”, „Meggy Sue”, „Little Mary”, „Burden”, „Wonder”, „Devil Dance” și „Last Fall”.
Din cauza nelansării albumului, Carlton dorea să părăsească casa de discuri. Totul s-a schimbat în ultimul moment, când, președintele A&M Ron Fair a ascultat melodia „A Thousand Miles”. Imediat a început să organizeze sesiuni de înregistrări și s-a ocupat el însuși de producerea și promovarea cântecului. A devenit un hit, clasându-se pentru o bună perioadă de timp în primele cinci piese din clasamentul Billboard Hot 100 și devenind al șaselea cel mai difuzat cântec al anului. A primit și nominalizări la premiile Grammy, categoriile „Înregistrarea anului”, „Cântecul anului” și „Cel mai bun aranjament instrumental acompaniat de voce”. Fair a produs și restul albumului. Be Not Nobody a fost lansat în aprilie 2002 și a debutat pe locul cinci în clasamentul Billboard 200 cu 102.000 de albume vândute. În total s-au vândut peste 2.000.000 de copii la nivel mondial. Au mai fost lansate alte două discuri single, „Ordinary Day” și „Pretty Baby”. Vanessa a început să meargă în turneu pentru a-și susține albumul de debut, cântând mai mai întâi la deschiderea concertelor formațiilor Goo Goo Dolls și Third Eye Blind, înainte de a susține propriile concerte, integral, la începutul anului 2002. A susținut concerte și în Europa, în 2003. Pentru acest album, publicația Rolling Stones a inclus-o în clasamentul „Top 10 artiști de urmărit în 2002”, lăudând-o pentru abilitățile de pianistă și pentru „motivele clasice, cântecele bogate și armoniile care duc cu gândul la Tori Amos. Este conștientă de faptul că titlul Be Not Nobody este o dublă negație, explicând totodată că acesta i-a venit în vis și a vrut să îl folosească. „Uneori lucrurile nu sunt corecte” dar „au sens”.
Vanessa a colaborat și cu alți artiști cum ar fi un discant, pentru cântecul „Big Yellow Taxi” al formației Counting Crows, a cântat la pian pentru muzicianul italian Zucchero, și alături de Haylie Ecker la vioară, pentru cântecul „Indaco Dagli Occhi Del Cielo”. De asemenea a mai venit cu partea de „voce de fundal” pentru melodia „Moving On”, de pe albumul Hidden Vagenda al lui Kimya Dawson.

### 2004–2005:Harmonium

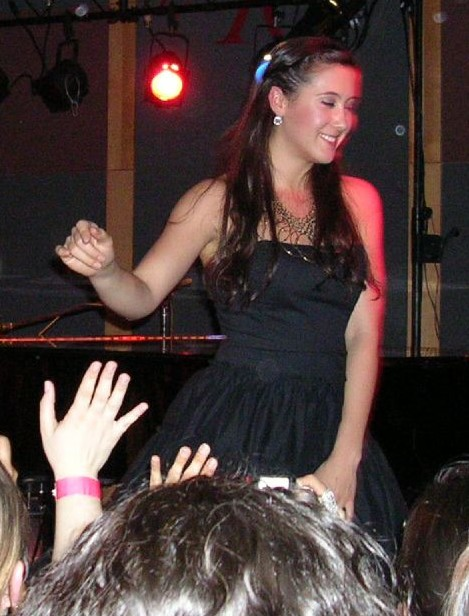
Vanessa în 2005

Al doilea album al Vanessei, Harmonium, a fost lansat în noiembrie 2004. Harmonium a debutat pe locul al treizeci și treilea în clasamentul Billboard 200 dar a scăzut vertiginos, având vânzări mai mici de 150.000 de unități până în februarie 2006; aceste numere fiind dezamăgitoare față de cele de la primul album. A fost produs de Stephan Jenkins de la Third Eye Blind, și a inclus teme mai sobre decât cele din debut. Carlton și Jenkins s-au întâlnit la mijlocul anului 2002, în timpul unui concert al formației de muzică rock Third Eye Blind, al cărei solist este chiar Jenkins. După ce a văzut-o pe Vanessa interpretând live, Stephen a intrat în culise și i-a propus să-i producă următorul album, și, conform Vanessei, „ne-am decis foarte repede, fiindcă aveam aceeași viziune despre album”. Ea i-a mulțumit pentru că a ajutat-o să scape de presiunile conducătorilor caselor de discuri, care doreau sa-i influențeze imaginea publica și înregistrările în rău. Casa de discuri „nu a fost prea mulțumită” de deciziile pe care le-a luat în timpul înregistrării albumului. Carlton a susținut că albumul este făcut așa cum și-ar fi dorit ea să fie, față de Be Not Nobody în care ultimul cuvânt l-a avut Ron Fair. Una din piese, „White Houses”, a fost lansat la radio la sfârșitul lunii august a anului 2004 și s-a clasat pe locul 86 în clasamentul Billboard Hot 100. MTV a cenzurat și apoi a interzis videoclipul acestei piese datorită unor versuri controversate care făceau referire la actul sexual. Vanessa consideră că cenzurarea cântecului a venit în urma unei emisiuni indecente din pauza evenimentului Super Bowl XXXVIII în care era implicată Janet Jackson.
Pentru a promova acest album, Vanessa a început un nou turneu american, care a început pe 21 octombrie și s-a terminat pe 21 noiembrie. În deschidere a cântat formația Low Millions. Un al doilea turneu a avut loc între 9 martie și 30 aprilie, cu Cary Brothers și Ari Hest în deschidere. Carlton a părăsit A&M Records la mijlocul anului 2005 pentru că simțea că atitudinea sa nonconformistă îi va crea probleme în activitatea susținută la casa de discuri. A&M Records au retrimis-o pe Vanessa în studio pentru că doreau să lanseze din nou albumul Harmonium, pe când ea simțea că albumul trebuia apreciat așa cum era, refuzând să aplice modificările impuse de producători. A mai scris cântece cu Linda Perry și The Matrix, și a avut ceea ce ea numește o „revelație”: să plece de la casa de discuri pentru a obține o nouă propunere odată ce a terminat cu Harmonium.

### 2006–2008:Heroes & Thieves

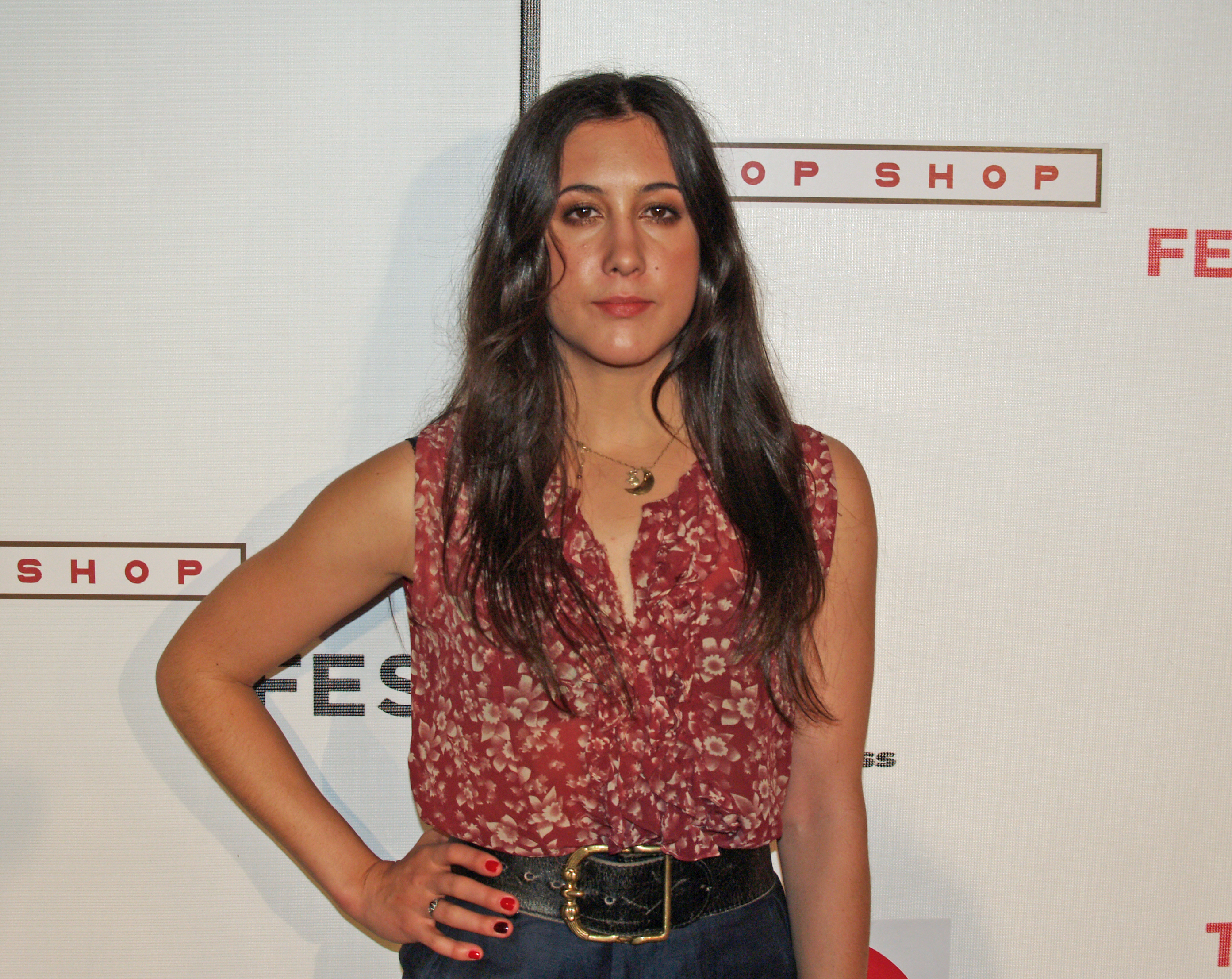
Vanessa la Festivalul de Film de la Tribeca din 2008

În august 2005 Vanessa a declarat că va lucra la un nou album cu producătoarea Linda Perry. Albumul a fost inspirat din despărțirea de Stephan Jenkins; unul dintre motivele pentru care au rămas prieteni a fost acela că „nimic nu avea prioritate în fața muzicii... Nu conta ce avea loc pe plan emoțional, lui îi păsa numai de album. A creat acea atmosferă tensionantă ca cea din viața lui Fleetwood Mac. O făcea pentru o muzică mai bună.” În noiembrie 2006 semnează un contract cu casa de discuri a lui Irv Gotti, The Inc.
Heroes & Thieves a fost primit în general cu recenzii pozitive. A debutat pe locul 44 în clasamentul Billboard 200. „Nolita Fairytale” a fost primul disc single, acesta clasându-se pe locul 26. Pentru a face albumul mai cunoscut, Carlton a pornit într-un nou turneu, intitulat „Haunted Club Tour”, între 2 și 24 noiembrie 2007. A doua piesă, „Hands on Me”, a fost trimisă stațiilor de radio în februarie 2008 și a ajuns pe locul al treizecilea în Billboard Hot Adult Top 40 Tracks. Una din piesele de pe album, „Spring Street” era bazată pe strada Spring din cartierul SoHo, Manhattan.
A contribuit la Songs for Tibet, o compilație care punea accentul pe drepturile omului, cu o nouă variantă a cântecului „More than This”.

### 2009–2012:Rabbits on the Run

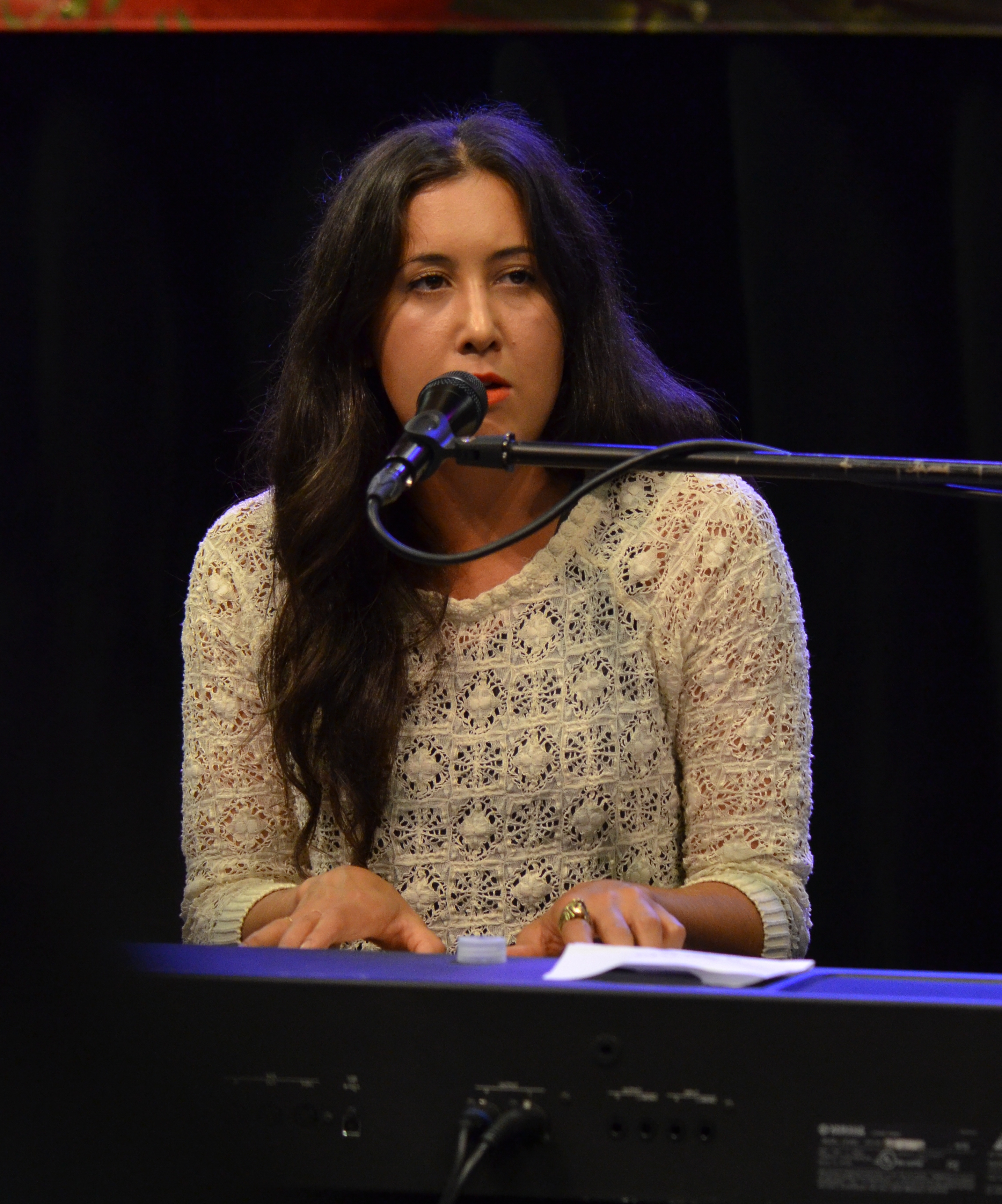
Vanessa în concert, august 2011.

Al patrulea album de studio, Rabbits on the Run, a fost lansat pe 26 iulie 2011 sub egida casei de discuri Razor & Tie, a treia cu care a semnat. Înainte de a înregistra albumul, Vanessa nu era sigură dacă să continue cu un nou album sau să înceapă să compună muzică pentru filme. A ales să compună un nou album, alegând studioul englez Real World Studios, care îi oferea un mediu propice stilului ei de muzică. Titlul a fost inspirat de iepuri și de zicala „timpul trece, mintea plutește”, lucru cu care s-a identificat în ultimii ani. Versurile au fost inspirate din cartea A Brief History of Time a lui Stephen Hawking și romanul lui Richard Adams, Watership Down. Efectele de vis și de fantastic au fost obținute prin înregistrări direct pe casetă și alte tehnologii de către Steve Osborne. Pentru promovarea acestui album a participat la emisiuni precum The Tonight Show with Jay Leno, The Today Show, E!’s Chelsea Lately (NBC) și Conan (TBS).
Primul single, „Carousel” a fost lansat pe 3 mai 2011. Pe 19 septembrie, Vanessa a anunțat printr-un mesaj scris de managerul ei pe Twitter că următoarea piesă de pe album se va numi „I Don't Want to Be a Bride”.
Pe 10 noiembrie, un alt mesaj scris pe Twitter anunța lansarea EP-ului Hear the Bells pe data de 21 noiembrie. Acesta era format din patru melodii, dintre care două variante acustice a cântecelor Hear the Bells și A Thousand Miles. Pe 7 iunie 2012 a fost lansat și un videoclip pentru piesa „Hear the Bells”.

### 2012–2017Liberman,Blue Pool,Liberman LiveșiEarlier Things Live

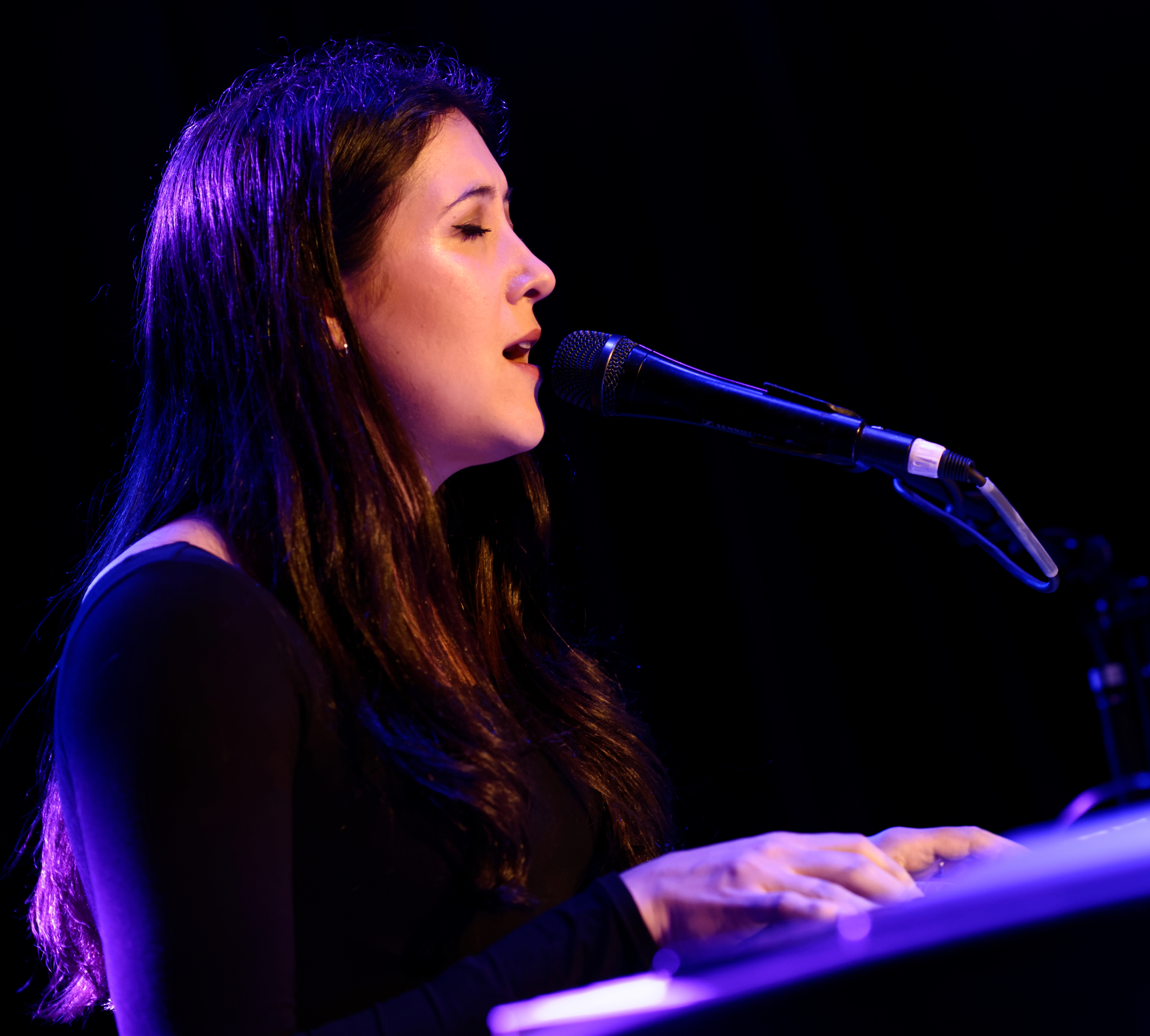
Vanessa live la The Roxy Theatre din Los Angeles pe 21 ianuarie 2016

În august 2012 a anunțat că va continua colaborarea cu casa de discuri Real World Studios în vederea lansării unui nou album cu influențe electronice, intitulat „Euphoria”. Pe 7 martie 2013 a anunțat pe Twitter că numele albumului nu va fi Euphoria și că nu va fi un album de muzică electronică, ci ceva unic. Pe 24 septembrie 2013, Vanessa a anunțat prin intermediul rețelei Twitter că va lansa pe data de 1 octombrie 2013 un cover digital al piesei „I'll Wait For You” de Bernice Parks.
Pe 28 februarie 2014, Carlton a anunțat că a terminat înregistrările la noul ei album, care cuprindea zece piese și care a fost intitulat Liberman. Pe 11 aprilie 2014, Carlton a anunțat că Liberman a fost masterizat. Turneul pe care l-a susținut în vara anului 2014 venea în sprijinul Proiectului Barefoot Wine Beach, care încuraja oamenii să curețe plaja și să o facă sigură pentru animal. Ea a interpretat piesa „Willows” la evenimentele difuzate de Fox New York TV, al cărei mesaj este legat de copacii în care se juca în copilăriile, și a anunțat că albumul Liberman va fi lansat în 2015. Într-un interviu acordat CBS News și publicat pe 11 iunie 2014, Carlton a spus despre album că este unul „bogat, psihedelic și frumos... Poți simți cum cazi într-o vizuină de iepure plină de sunet.” A mai precizat că albumul „este destul de scurt. Are 10 piese” și că recomandă ca el să fie ascultat la căști.”
Pe 20 aprilie 2015, s-a anunțat faptul că Carlton a semnat un contract cu casa de discuri Dine Alone Records pentru lansarea lui Liberman, care a avut loc în octombrie 2015. „Young Heart” a fost lansat pentru prima dată de către revista Esquire, fiind un cântec care nu a fost lansat pe album, ci lansat separat înainte de lansarea acestuia. Pe 15 iulie 2015, Carlton a lansat piesa „Blue Pool” prin intermediul site-ului revistei Nylon. Cântecul a fost inclus pe EP-ul Blue Pool, lansat digital pe 24 iunie 2015. Cântecele incluse pe acest EP fac parte din varianta deluxe a albumului Liberman. Pe 3 august 2015, Southern Living a difuzat în premieră videoclipul piesei „Blue Pool”. Pe 27 august 2015, USA Today a lansat în premieră videoclipul oficial cu versurile pe ecran al piesei „Willows”. Au fost date publicității atât grafica albumului, cât și data lansării, stabilită pe 23 octombrie 2015.
Vanessa a lansat „Liberman Live” pe 21 octombrie 2016, care cuprinde opt piese înregistrate live în timpul turneului din Nashville.

### 2017–prezent: Cover-uri, Love Is An Art și debutul pe Broadway
Pe parcursul anului 2017, Carlton a interpretat de mai multe ori piesa „Love Is An Art”, susținând că ar putea fi titlul noului ei album. Pe 28 iunie 2017 a început să compună cântecele acestuia. Pe 25 decembrie 2018 a anunțat pe Instagram că va susține înregistrările pentru album începând cu 23 ianuarie 2019.
În martie 2018, Carlton a început să lanseze un cover pe lună în timp ce lucra la al șaselea album. Primul din acestea, un cover după „Call Your Girlfriend” de Robyn, a fost lansat digital pe 23 martie 2018. Al doilea, un cover după „Dreams” al lui Fleetwood Mac a fost lansat pe 20 aprilie 2018. Al treilea, un cover după „Only Love Can Break Your Heart” al lui Neil Young, a fost lansat pe 18 mai 2018. Al patrulea cover, după „Little Bit of Rain” de Fred Neil, a fost lansat pe 15 iunie 2018. Al cincilea cover, „Needle in the Hay” de Elliott Smith, a fost lansat pe 20 iulie 2018. Al șaselea și ultimul cover, „Lonely Girls” de Lucinda Williams, a fost lansat pe 10 august 2018. A confirmat că EP-ul de coveruri va fi lansat drept o colecție triplă de viniluri, alături de EP-urile Liberman Live și Earlier Things Livepe 23 noiembrie 2018.
În mai 2019, pe pagina de Instagram a lui Carlton s-a anunțat faptul că va lua parte la musicalul lui Carole King, Beautiful, pentru un sezon limitat, începând cu 27 iunie. Acest musical marchează debutul lui Carlton pe Broadway. Pe 27 mai 2019, Carlton a anunțat pe Instagram că cel de-al șaselea ei album de studio va fi intitulat Love Is an Art și că a fost produs de Dave Fridmann. Albumul a fost masterizat în aceeași zi a anunțului. Love Is an Art a fost lansat pe 27 martie 2020.

### Viața personală
În 2003 urmează pentru un semestru cursurile Universității Columbia, unde studiază engleza și psihologia.
În 2005, Vanessa a terminat Maratonul din New York și a donat banii strânși organizației non-profit Musicians on Call, care se ocupă cu aducerea muzicii live și a celei înregistrate în saloanele pacienților. A participat la mai multe probe de maraton din New York. În tinerețe a mai practicat și fotbalul.
Pe data de 25 septembrie 2008, Vanessa, împreună cu mulți muzicieni și oameni de știință au mers într-o expediție de nouă zile la Cercul Polar Arctic de Sud. A lucrat alături de aceștia în studii privind schimbările climatice. Are intoleranță la lactoză.
Pe 19 iunie 2010 a afirmat că este bisexuală. A mai făcut parte și din campania PETA privind controlul nașterii animalelor; are un dachshund cu părul lung pe nume Lord Victor.
În timpul unui concert care a avut loc pe data de 9 octombrie 2013 la Bay Shore, New York, Vanessa a anunțat că a rămas însărcinată pentru prima dată cu (pe atunci) amantul ei John McCauley (din formația Deer Tick), Din nefericire, în noiembrie, a trecut printr-o sarcină ectopică (extrauterină), de pe urma căreia a avut ruptură de tub falopian drept și sângerări, fiind nevoită să-și anuleze câteva concerte. După operație, acesta a fost înlăturat. 
Pe data de 27 decembrie 2013 s-a căsătorit cu chitaristul John McCauley, în cadrul unei ceremonii restrânse oficiate de Stevie Nicks.
Pe 26 iunie 2014, Carlton a anunțat pe Facebook că lansarea lui Liberman va fi amânată până în vara anului 2015 din cauză că rămăsese însărcinată din nou. Pe 13 ianuarie 2015, Carlton a dat naștere primului ei copil, o fiică pe nume Sidney.

## Influențe și stil muzical
În tinerețe a studiat, cu ajutorul lecțiilor de pian predate de mama sa, face cunoștință cu mai mulți compozitori de muzică clasică printre care Mozart, Claude Debussy și Erik Satie. Tatăl ei asculta artiști de rock clasic precum Pink Floyd și Led Zeppelin. A declarat despre influențele sale că „În casa noastră era permisă doar muzica clasică și eram ok cu asta. Chiar îmi plăcea. În prezent ascult muzică clasică pentru a mă relaxa și pentru a-mi aduce aminte de cei de acasă. Dar tatăl meu era un mare fan Pink Floyd, și asculta în mașină piese de pe albumele Animals și The Dark Side of the Moon. Așa că am o combinație ciudată de influențe care îi include pe Mozart, Pink Floyd, Fleetwood Mac, PJ Harvey, Neil Young și Chopin. Îmi place muzica care îmi permite să descopăr ceva nou de fiecare dată când o ascult. Acesta a fost și scopul albumului meu.” A recunoscut că se inspiră din cărți și jurnale de poezie pentru a compune versuri. De exemplu, albumul „Rabbits on the Run” a fost inspirat din romanul Watership Down. Cântecele sale se încadrează în genurile „pop rock”, „soft rock” și unul specific artistei, „piano pop”.
A fost comparată de-a lungul timpului, din punct de vedere al versurilor compuse de ea, cu Laura Nyro, Joni Mitchell, Carole King, Fiona Apple, Tori Amos, Sarah McLachlan, Norah Jones, Alicia Keys, Michelle Branch, Britney Spears și Avril Lavigne, refuzând totuși să fie comparată, considerându-se o cântăreață cu un stil propriu și nu un idol pop. La întrebarea pusă de un reporter al publicației Newark Star-Ledger despre asemănările avute cu ultimele trei artiste din enumerația de dinainte, ea a răspuns „Dacă stai să compari muzica, vei observa mai multe diferențe decât lucruri în comun. Suntem de aceeași vârstă și fiecare aducem ceva nou, așa că este oarecum normal să fim amintite la un loc, dar în ceea ce privește muzica mea și ceea ce vreau să obțin cu ajutorul ei mă face să cred că sunt pe propria cale.
Pentru albumul „Be Not Nobody” s-a inspirat atât din muzica clasică, cât și din rock-ul clasic, combinat cu o voce însuflețită potrivită pentru muzica pop. Al doilea album, Harmonium, a fost unul cu tonalități joase, care aborda teme mai serioase. Pentru Heroes & Thieves s-a inspirat din ambianța orașului New York, în special a cartierului Nolita. (mai ales pentru piesa „Nolita Fairytale”).  Pentru albumul Euphoria, a fost inspirată de șamanism, lecturând mai multe povești mitologice și poezii psihedelice.

## Discografie

### Albume de studio
- 2002: Be Not Nobody
- 2004: Harmonium
- 2007: Heroes & Thieves
- 2011: Rabbits on the Run
- 2015: Liberman
- 2020: Love Is an Art

### Compilații
- 2011: Icon: Best of Vanessa Carlton
- 2018: Double Live & Covers

### EP-uri
- 2002: Ordinary Day
- 2011: Hear the Bells
- 2015: Blue Pool EP

## Premii
Premii
- 2002 Premiul VH1 Big in 2002 (categoria: Can't get You out of My Head)
- 2003 Musicnotes Song of the Year Award
- 2003 Premiul BMI Pop

Nominalizări
- 2002 – Premiul Muzical Billboard pentru cel mai bun artist nou al anului
- 2003 – Premiul American de Muzică pentru cel mai bun artist contemporan preferat de adulți
- 2003 – Premiul Grammy pentru înregistrarea anului; „A Thousand Miles”
- 2003 – Premiul Grammy pentru cântecul anului; „A Thousand Miles”
- 2003 – Premiul Grammy pentru cel mai bun aranjament instrumental acompaniat de voce; „A Thousand Miles”